# Leven aan de onderkant
Leven aan de onderkant. Het systeem dat de onderklasse in stand houdt is de Nederlandse vertaling van Life at the Bottom, een boek uit 2001 van Theodore Dalrymple (pseudoniem voor Anthony M. Daniels). Het is in 2004 uitgegeven door Het Spectrum op initiatief van en grotendeels vertaald door de Nederlandse criminoloog Chris Rutenfrans. De tweede vertaler is de Nederlandse filosoof en publicist Yoram Stein. Het werk betekende de introductie van de ideeën en werken van Dalrymple in Nederland en in mindere mate ook in Vlaanderen.

## Over het boek
Het boek verscheen in 2001 in het Engels onder de titel Life at the Bottom. The World View that Makes the Underclass. Het is een verzameling essays die Dalrymple over meerdere jaren schreef voor het tijdschrift City Journal. Dit verklaart onder meer een aantal kleinere herhalingen. De City Journal is een tijdschrift over stedelijke politiek dat uitgegeven wordt door het Manhattan Institute, een conservatieve denktank die aanmerkelijke invloed had op het bestuur van de New Yorkse burgemeester Rudolph Giuliani (van 1994 tot 2001, toevallig ook de periode waarin Dalrymples artikels in de City Journal verschenen).
Leven aan de onderkant is het eerste boek van Dalrymple dat in het Nederlands werd vertaald. In de Nederlandse vertaling zijn twee hoofdstukken weggelaten (een over de rol van de kerk en een over de Britse huisvestingsproblematiek) en er is een extra hoofdstuk toegevoegd (over de situatie in Frankrijk).
De artikelen gaan hoofdzakelijk terug op Dalrymples ervaringen als arts en psychiater met bewoners van enkele achterstandswijken in Birmingham, met wie hij in contact kwam bij zijn werk in een ziekenhuis (Birmingham City Hospital) en een gevangenis (Birmingham Prison) in Winson Green in Birmingham. Daardoor gaat het hoofdzakelijk over slachtoffers van geweld en geweldplegers, wat geregeld samengaat in een en dezelfde persoon.
Een belangrijk vertrekpunt van zijn opmerkingen zijn de verklaringen die deze mensen over zichzelf afleggen. Ze leggen de oorzaken van zowel hun ellende als hun daden vrijwel uitsluitend bij factoren die aan hun wil ontsnappen. Deze voorstelling als waren ze passieve slachtoffers zonder wilsdaden is volgens Dalrymple vals en hebben ze overgenomen van hedendaagse criminologen en sociologen, daarin gevolgd door de socialezekerheidsbureaucratie. Dat die voorstellingen vals zijn beseffen volgens Dalrymple zowel de experts als de getroffenen, aangezien de intellectuelen en bureaucraten die ze verkondigen ze niet toepassen op zichzelf en hun eigen kinderen. Ook de mensen aan de onderkant van de samenleving maken er in veel gevallen gebruik van om verandering in hun levenswijze uit de weg te gaan of om bepaalde voordelen te verkrijgen bij de uitvoerders van de sociale zekerheid en het rechtssysteem.
Een tweede vertrekpunt is dat de armoede in de onderste lagen van de Engelse samenleving aanzienlijk verschilt van armoede buiten de westerse wereld doordat de onderste lagen in de westerse wereld in absolute termen niet arm zijn, maar wel een nooit geziene geestelijke, culturele en emotionele armoede vertonen. Dalrymple noteert ook een opvallend verschil met eerste- en tweedegeneratie-immigranten in Engelse voorsteden, voornamelijk uit Azië, die vaak in dezelfde wijken wonen en evenzeer in relatieve armoede leven, maar belang hechten aan solidariteit, (traditionele) gezinswaarden, arbeid en sociaal-economische vooruitgang en daardoor over het algemeen een gelukkiger leven leiden.
Dalrymple koppelt zijn stellingen aan de beschrijvingen van lotgevallen uit zijn praktijkervaring, vaak de levensloop van alleenstaande moeders, verslaafden, psychisch zieken, landlopers en criminelen. Terugkerende punten in zijn betoog zijn een hulpverleningsapparaat dat daders als slachtoffers behandelt en onverschillig blijft tegenover het leed van de werkelijke slachtoffers van criminaliteit in de achterstandswijken, verder de passiviteit en slachtofferrol waarin mensen in achterstandsbuurten zich wentelen en waar hulpverleners hen in houden, en ten slotte een samenleving die materiële voorzieningen levert maar totaal onverschillig blijft tegenover emotionele leegte, intellectuele afstomping en de afwezigheid van waarden en idealen, terwijl hier volgens Dalrymple de ware oorzaken liggen van de aanhoudende achterstand van grote groepen sociaal minder bemiddelden in westerse maatschappijen.

## Voetnoten
1. ↑  Zie voor de nadien verschenen vertalingen het artikel: Anthony M. Daniels.